# Igor Fjodorowitsch Kostin
Igor Fjodorowitsch Kostin (* 27. Dezember 1936 in Chișinău, Königreich Rumänien; † 9. Juni 2015 in Kiew, Ukraine) war ein moldauisch-ukrainischer Fotograf und Journalist. Bekannt wurde er vor allem durch seine Fotografien der Katastrophe von Tschernobyl und von der Arbeit der Liquidatoren.

## Leben
Igor Kostin wurde als Sohn des Bankangestellten Fjodor Kostin und dessen Frau Nadeschda Popowitsch im damals zu Rumänien (heute zur Republik Moldau) zählenden Chișinău geboren. Als der Vater später zum Kriegsdienst in die Armee der Moldauischen Sozialistischen Sowjetrepublik (MSSR) eingezogen wurde, musste die Mutter den Sohn währenddessen allein versorgen. Da die von seiner Mutter betriebene selbständige Tätigkeit von den sowjetischen Behörden unterdrückt wurde, lebte Kostin teilweise in der Illegalität.
1954 wurde auch Kostin zum Militär eingezogen und arbeitete dort als Sappeur. Während seines Militärdiensts wurde er wegen unerlaubter Abwesenheit vom Dienst zu einer Gefängnisstrafe verurteilt. Zuvor erregte der Befehl, entlang der sowjetischen Grenze Gräben auszuheben, um eine während des Kalten Krieges für möglich gehaltene US-amerikanische Invasion aufzuhalten, seinen Unwillen.
Nach seiner Entlassung begann er zunächst, Volleyball zu spielen, und schaffte es dabei bis hinauf zum Kapitän der Nationalmannschaft der MSSR, die später in die sowjetische Nationalmannschaft eingegliedert wurde, und nahm an internationalen Turnieren teil. 1969 musste er seine sportliche Karriere aufgrund orthopädischer Probleme beenden. Er begann ein Studium am Agrarwissenschaftlichen Institut in Chișinău und war dort mehrere Jahre als Ingenieur sowie als leitender Ingenieur in einem Unternehmen in Kiew beschäftigt. In den 1970er-Jahren verlor Kostin zunehmend das Interesse an diesem Beruf, zumal ihm die niedrige Bezahlung zuwider war. Er beschloss, Fotograf zu werden.
Bereits als Amateurfotograf gewann er mehrere Preise und erhielt mehr als doppelt so viel an Gehalt, übte seine Tätigkeit als Ingenieur aber noch weiter aus. Er bekam die Möglichkeit, im ukrainischen Fernsehen ein eigenes Fernsehprogramm über Fotografie einzurichten, das jedoch nach eineinhalb Jahren gestrichen wurde. Fortan arbeitete er als Reporter für die Nachrichtenagentur RIA Novosti, zunächst in Moskau, dann in Kiew. Er beendete seine Tätigkeit als Ingenieur nun endgültig und berichtete als Reporter etwa aus dem Vietnamkrieg und dem Sowjetisch-Afghanischen Krieg. Am 9. Juni 2015 kam er bei einem Autounfall am Stadtrand von Kiew ums Leben.

## Die Katastrophe von Tschernobyl
Nachdem er aus Afghanistan zurückgekehrt war, wurde Kostin fast nur noch im sowjetischen Inland eingesetzt. Bereits wenige Stunden nach der Katastrophe von Tschernobyl wurde er nach seinen eigenen Angaben von einem befreundeten Hubschrauberpiloten auf den Unfall hingewiesen, flog zum Unglücksort und schoss aus dem Hubschrauber des Freundes eines der ersten Fotos vom zerstörten Reaktorgebäude. In einem Interview mit dem NDR-Kulturjournal sagte er später dazu: „Es war ein magisches Bild: das Feuer da unten und alles still wie auf dem Friedhof, wegen der Ohrstöpsel gegen den Hubschrauberlärm. Ich nahm meine Kamera. Ich habe nicht gewusst, was ich tat. Ich öffnete die Hubschraubertür und fotografierte. Wir waren 50 Meter über dem Reaktor. Ich nahm 20, 30 Bilder mit dem automatischen Auslöser auf. Dann versagte die Kamera. Ich nahm eine andere. Auch sie blieb nach fünf, sechs Bildern stehen. Eine Kamera nach der anderen ging kaputt.“ Nur ein einziges Bild überstand die ionisierende Strahlung.
Kostin dokumentierte zunächst die Arbeit der ersten sogenannten Liquidatoren, die auf das Dach des benachbarten Reaktorgebäudes beordert wurden, eine Schaufel Schutt hinunterwarfen und wieder zurückgerannt kamen. „Die Bilder der Liquidatoren sind meine absoluten Lieblingsaufnahmen. Sie haben die Drecksarbeit erledigt und von ihnen spricht keiner. Deshalb sollen ihnen meine Bilder ein Denkmal setzen.“ Er selbst war fünfmal „dort oben“. Danach fotografierte er auch Menschen in der und um die sogenannte Todeszone und in Krankenhäusern wie der Moskauer Strahlenklinik Nr. 6, missgebildete Tiere und verlassene Landschaften, Dörfer und Städte. In jenem Jahr erlitt er eine mehrfach tödliche radioaktive Strahlendosis und musste seitdem jährlich für zwei Monate in einem Moskauer Krankenhaus stationär behandelt werden. Trotzdem dokumentierte er die Folgen der Katastrophe weiter fotografisch.
Seine Bilder durften wegen der herrschenden Zensur und der nach dem Unfall ausgerufenen Nachrichtensperre zunächst nicht veröffentlicht werden. Erst ab dem 5. Mai 1986, als er als Journalist eines der wenigen akkreditierten sowjetischen Medien eine offizielle Zugangsberechtigung für das betroffene Gebiet erhielt, durfte er sich dort legal aufhalten.
Kostin arbeitete für die Magazine Time, Newsweek, Paris Match, Libération und Stern. Er war mit seiner Frau Alla, einer Ingenieurin, verheiratet und lebte in Kiew.

## Leistungen
Igor Kostin gilt als der Dokumentator des Unglücks von Tschernobyl. Sein Verdienst besteht darin, diesen ersten großen Unfall in einem Kernkraftwerk ohne Rücksicht auf seine eigene Gesundheit als eine Warnung für die Nachwelt dokumentiert zu haben, wie er seine Arbeit auch selbst verstanden haben will: „Meine Fotos zeigen die Geschichte, sind aber auch wie eine Gebrauchsanweisung für die nächste Generation.“

## Auszeichnungen
Im Jahr 1987 erhielt seine Bilderreihe über Tschernobyl den ersten Preis für das Pressefoto des Jahres in der Kategorie „Science & Technology stories“ von World Press Photo. 1989 erhielt ein weiteres Bild einen Ehrenpreis in der Kategorie „Nature stories“.

## Werke
- Chernobyl: Confessions of a Reporter. Umbrage, 2006, ISBN 1884167578 und ISBN 978-1-884167-57-7
- Mit Galia Ackerman, Thomas Johnson und Claudia Kalscheuer: Tschernobyl. Nahaufnahme. Kunstmann, München 2006, ISBN 978-3-88897-435-9[7]

## Trivia
Kilian Leypold widmete sein Hörspiel Schwarzer Hund. Weißes Gras, eine Produktion des Bayerischen Rundfunks aus dem Jahr 2011, die Elemente aus Tarkowskis Film Stalker aufgreift, dem Fotografen Igor Kostin.